# Klassieke muziek
Klassieke muziek of westerse kunstmuziek is de geschoolde muziek die voortgebracht is door, of geworteld is in, de westerse kerkelijke en wereldlijke muziektradities, grofweg vanaf de middeleeuwen tot heden. De kernregels van deze traditie kwamen vast te liggen in de periode 1550-1900. Het overgrote deel van de composities is op een of andere wijze genoteerd.
In strikte zin wordt onder klassieke muziek de muziek verstaan uit het tijdvak van het classicisme, ca. 1730-1820. De term klassieke muziek is echter volgens het Chronologisch woordenboek van het Nederlands pas sinds 1961 in gebruik.
De benaming klassieke muziek wordt wel als een synoniem voor kunstmuziek of serieuze muziek gebruikt, als tegenhanger van populaire muziek (lichte muziek) en volksmuziek. In termen van een kwalitatieve indeling wordt het begrip tegenwoordig niet meer gebezigd. Klassieke muziek is niet uitsluitend 'serieus' bedoeld, maar kent vele vormen van gebruiksmuziek: voor muziekonderwijs, amusement, dans en muzikaal theater. Daarnaast beïnvloeden muziektraditie en moderne muzikale vormen, met name jazz en elektronische muziek, elkaar, en brengen zij een groot aantal hybride vormen voort die niet (langer) in het schema klassiek-populair zijn in te passen. 
Men spreekt ook bij niet-westerse muzikale culturen van een klassieke muziek, om de oudere tradities van de moderne populaire muziek te onderscheiden, zoals in de Indiase cultuur (Indiase klassieke muziek) en in China (Chinese klassieke muziek).

## Geschiedenis van de klassieke muziek
De geschiedenis van de westerse klassieke muziek wordt onderverdeeld in een aantal perioden: oudheid, middeleeuwen, renaissance, barok, classicisme, romantiek, 20e eeuw en eigentijdse klassieke muziek.

### Oudheid (tot 500 n.Chr.)
De huidige in de westerse muziek gebruikte toonladder, bestaande uit 12 tonen, heeft zich globaal historisch ontwikkeld vanuit 3 tonen rond 1 toon, naar 5 tonen (de pentatoniek), vervolgens naar 7 tonen (de diatoniek) en ten slotte naar 12 tonen (chromatiek). De geschiedenis van de westerse muziek begint met een uit het (midden)-oosten en rondom het oude Griekenland overgenomen diatoniek.
Van de oud-Griekse muziek zijn geen partituren bewaard gebleven, al kunnen er wel reconstructies gemaakt worden op basis van overgeleverde beschrijvingen. Een belangrijke componist, van wie er nog enkele hymnes bewaard zijn gebleven, is Mesomedes van Kreta (eerste eeuw na Christus). Van de Romeinse muziek is nog veel minder bewaard gebleven: slechts één, in de renaissance gereconstrueerde frase uit een toneelstuk van Terentius.
De belangrijkste invloed die de Oudheid op de ontwikkeling van de klassieke muziek heeft gehad, is van muziektheoretische aard. Pythagoras construeerde zijn diatonische toonladder met zuiver reine kwinten. Aristoxenos was de eerste muziektheoreticus die onderscheid maakte tussen verschillende toonladders.

### Vroege Middeleeuwen (500-1000)
In de vroege middeleeuwen is de ontwikkeling van de klassieke muziek gebonden aan de ontwikkeling van de kerkmuziek. De in de kerk gezongen melodieën waren voornamelijk uit Azië afkomstig. Deze melodieën ondergingen een verandering: zij werden ontdaan van hun versieringen, zodat slechts de belangrijkste tonen overbleven. Deze kerkgezangen werden vanaf de 6e eeuw verzameld en gecodificeerd op last van paus Gregorius de Grote (paus van 590 tot 604). Deze verzameling staat sindsdien bekend als Gregoriaanse muziek: het zijn alle eenstemmige gezangen.

### Middeleeuwen (1000-1450)

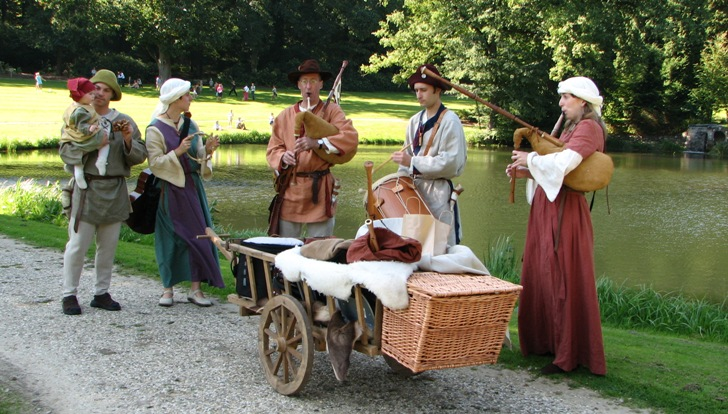
"Middeleeuwse" muzikanten

De belangrijkste vernieuwing in de middeleeuwen, is de polyfonie, de meerstemmigheid. Omdat in de meerstemmigheid de terts het belangrijkste interval is, moest een nieuwe toonladder worden geconstrueerd, op basis van de consonantie van tertsen. Ook werd geleidelijk een systeem van muzieknotatie ontwikkeld, waarbij de noot als een punt (Latijn: punctus) op een balk met lijnen werd genoteerd. Bij polyfone muziek klinken meerdere noten tegelijkertijd, noot tegen noot (Latijn: punctus contra punctus); met het contrapunt was ook het beroep componist geboren.
De volgende stijlen kunnen worden onderscheiden: Organum (9e - 13e eeuw), Ars antiqua (ca. 1150-1320), Ars nova (ca. 1300-1450), Trecento (Italiaanse muziek uit de 14e eeuw) en Ars subtilior (ca. 1425-1450).

### Renaissance (1450-1600)
De muzikale ontwikkelingen in de renaissance kunnen als volgt worden samengevat: wijziging in het notatiesysteem (meer 'open', witte notatie dan zwarte); naast religieuze steeds meer profane en instrumentale muziek; striktere regels betreffende consonantie en dissonantie; meer aandacht voor de relatie tekst-muziek; internationale verspreiding van het polyfone repertoire, onder meer door de opkomst en het succes van de muziekdruk. In de renaissance waren het vooral de componisten uit de Lage Landen (België en Noord-Frankrijk) die voor deze vernieuwingen instonden. Belangrijke namen - uit de meer dan honderd die geciteerd kunnen worden - zijn hierbij Guillaume Dufay, Johannes Ockeghem, Pierre de la Rue, Jacob Obrecht, Nicolas Gombert, Clemens non Papa, Adriaan Willaert, Orlandus Lassus (Roland de Lassus, Orlando di Lasso), Josquin des Prez en Philippus de Monte. De laatste grote renaissancecomponist was de Romein Palestrina (1525-1594).

### Barok (1600-1750)
Rond 1600 verandert de stijl van de gecomponeerde muziek in minder dan vijf jaar tijd. De monodie met zijn systeem van basso continuo, en de harmonie doen hun intrede, en daarmee de cadensen. In deze periode worden ook de meeste moderne muziekinstrumenten ontwikkeld: de strijkinstrumenten (zij het nog met een kortere strijkstok) en de blaasinstrumenten (zij het nog zonder het moderne kleppensysteem). Tot aan de barok waren de belangrijkste ontwikkelingen steeds aan een overwegend vocale uitvoeringspraktijk gekoppeld. Vanaf de barok neemt de instrumentale muziek deze leidende rol over.
De barokperiode in de muziek wordt over het algemeen geacht te eindigen met de dood van Bach in 1750.

### Classicisme (1750-1820)
Aan de periode van het classicisme ontleent de klassieke muziek haar naam. Binnen de muziekgeschiedenis is zij echter zeer kort, en omvat hoofdzakelijk de werken van Wolfgang Amadeus Mozart, Joseph Haydn en Ludwig van Beethoven (Eerste Weense School).
Een van de belangrijkste vernieuwingen, oorspronkelijk afkomstig uit de zogenaamde Mannheimer Schule, is het integrale gebruik van tekens om de dynamiek te noteren (zoals p voor zacht en f voor sterk, luid). Voorts blijft de muziek hoofdzakelijk tonaal, maar kent een grote verandering, langzamerhand wordt het contrapunt vervangen door de harmonie en begint de pianoforte aan een sterke opmars, ze maakt de weg vrij voor de triomftocht van de piano.
In de periode van het classicisme ontstaan nieuwe vormen: de sonatevorm, de symfonie; en nieuwe bezettingen: het strijkkwartet en het (dan nog kleine) symfonieorkest.

### Romantiek (1815-1910)
In de romantische periode van de klassieke muziek maken componisten steeds grotere composities met steeds meer noten, moeilijkere ritmes en steeds complexere harmonische ontwikkelingen. Ze gebruiken veel en vreemde, niet eerder toegepaste muziekinstrumenten. Er is veel drama en emotie te horen. Alles draait om wat mensen voelen, fantasie en de natuur.
De tendens van de muzikale ontwikkelingen in de 19e eeuw is afkomstig uit de vooruitgangsgedachte uit de Verlichting, en leidde tot steeds grotere werken, grotere orkesten, virtuozere speeltechnieken op verbeterde muziekinstrumenten en steeds complexere harmonische ontwikkelingen.

### Klassieke muziek uit de 20e eeuw
Klassieke muziek uit de 20e eeuw, de Europese klassieke muziek van na 1900 heeft een wijde variatie, beginnend bij de late romantische stijl van Sergej Rachmaninov, het impressionisme van Claude Debussy en Maurice Ravel, en vervolgd door Béla Bartók en het Neoclassicisme van Igor Stravinsky tot aan het tegengestelde serialisme van Pierre Boulez, de minimalistische muziek van Steve Reich en Philip Glass, de musique concrète van Pierre Schaeffer, de microtonale muziek van Harry Partch en de aleatorische muziek van John Cage, de elektronische muziek van Karlheinz Stockhausen.
Als algemene overeenkomst van al deze verschillende genres is het toenemende gebruik van dissonantie in de compositie. Om deze reden wordt de 20e eeuw soms ook wel de dissonante periode genoemd.

## Tijdlijn van componisten

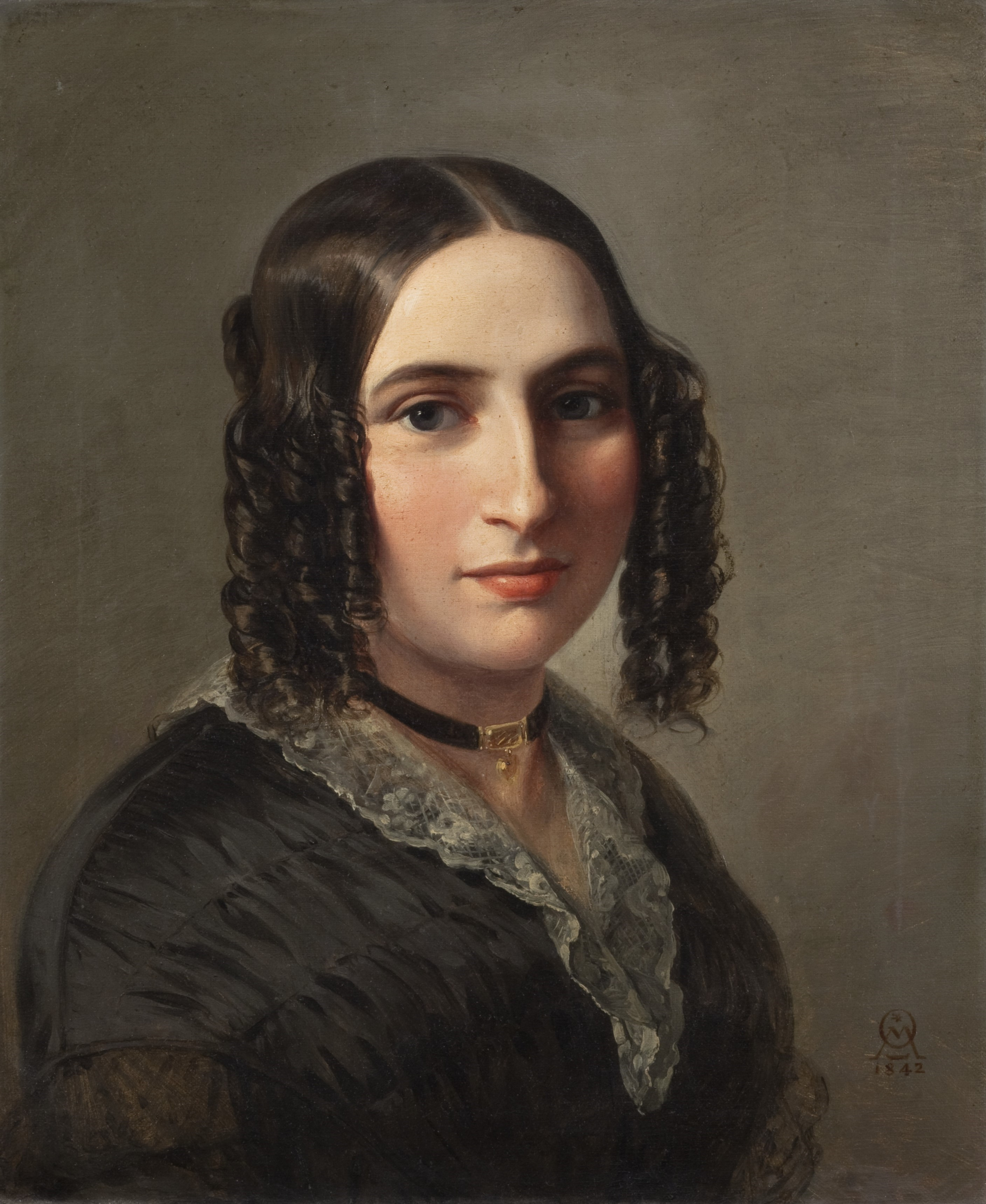
Fanny Hensel (1805-1847)
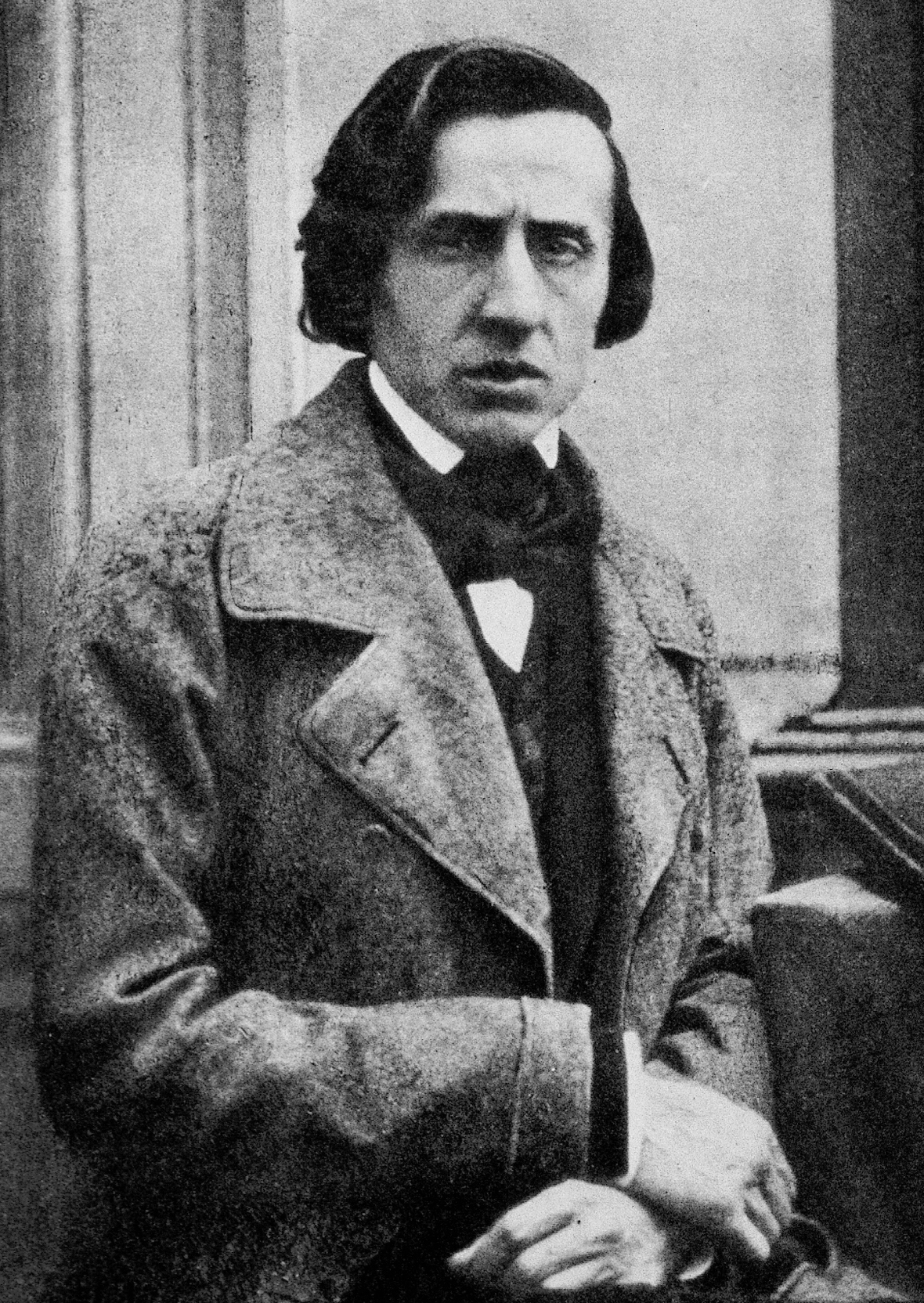
Frédéric Chopin (1810–1849)
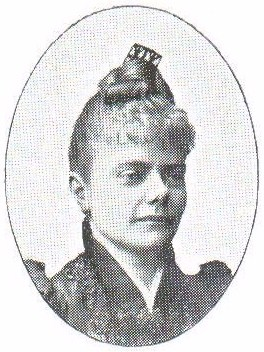
Valborg Aulin (1860-1928)

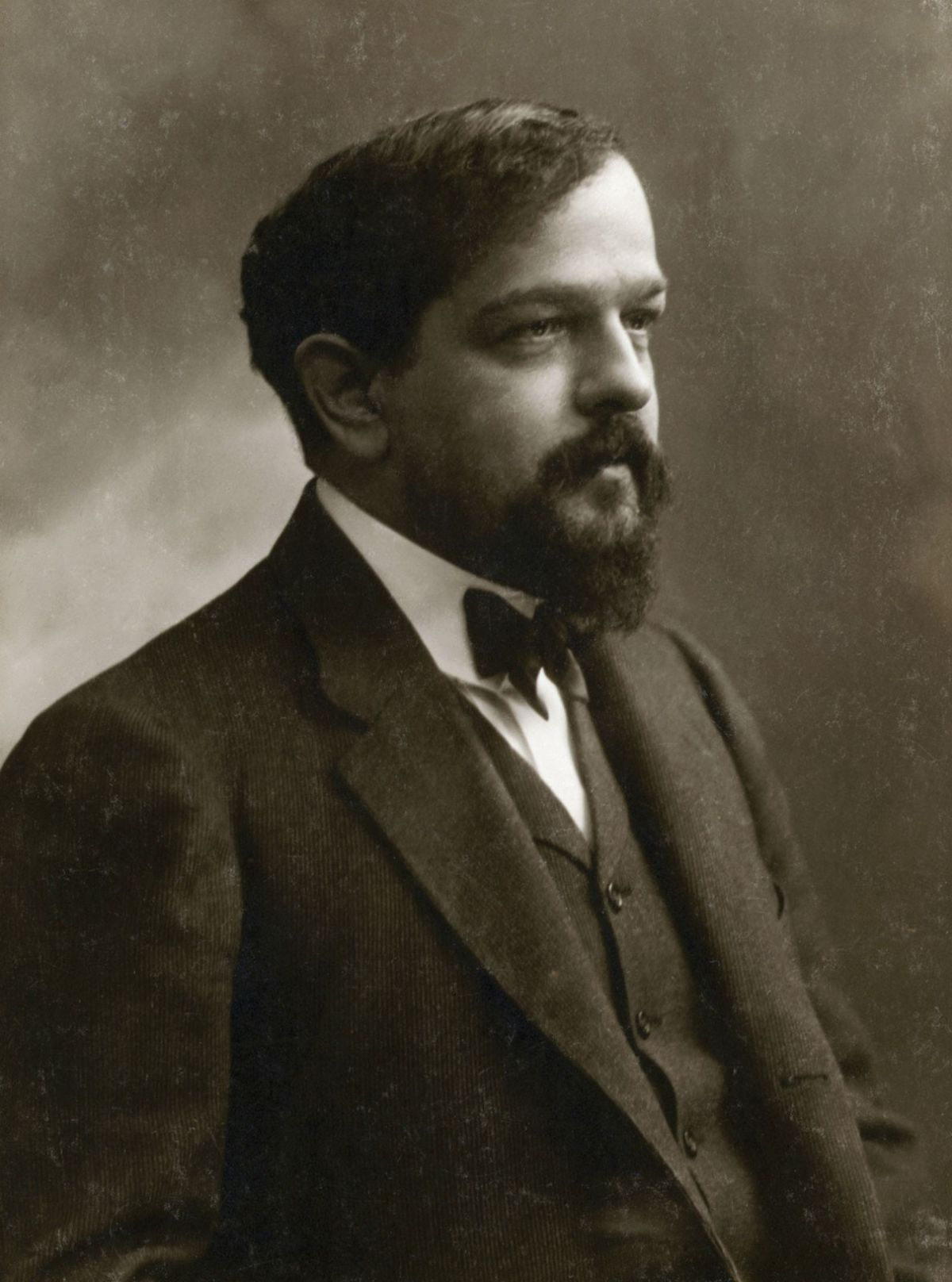
Claude Debussy (1862–1918)
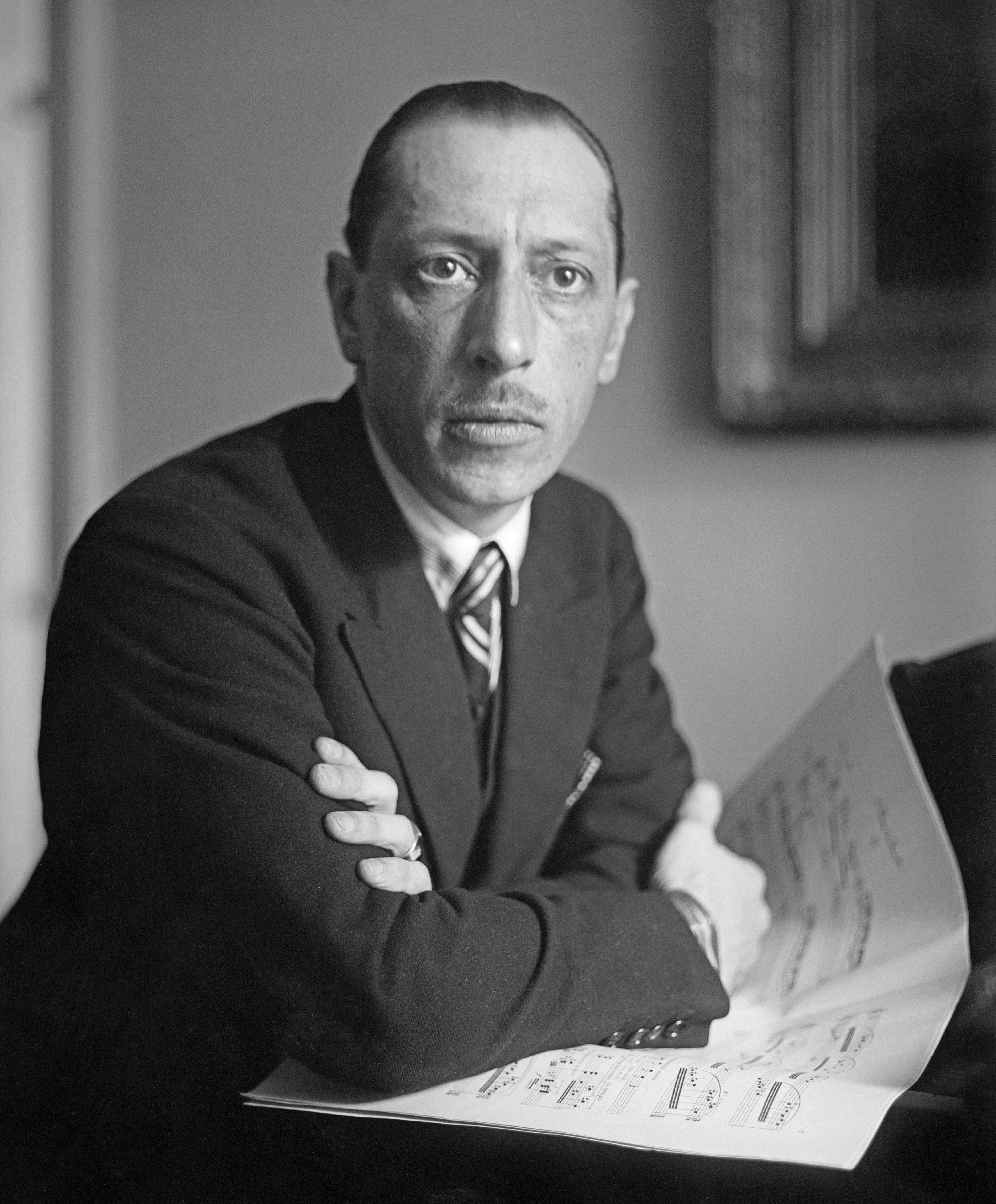
Igor Stravinsky (1882–1971)
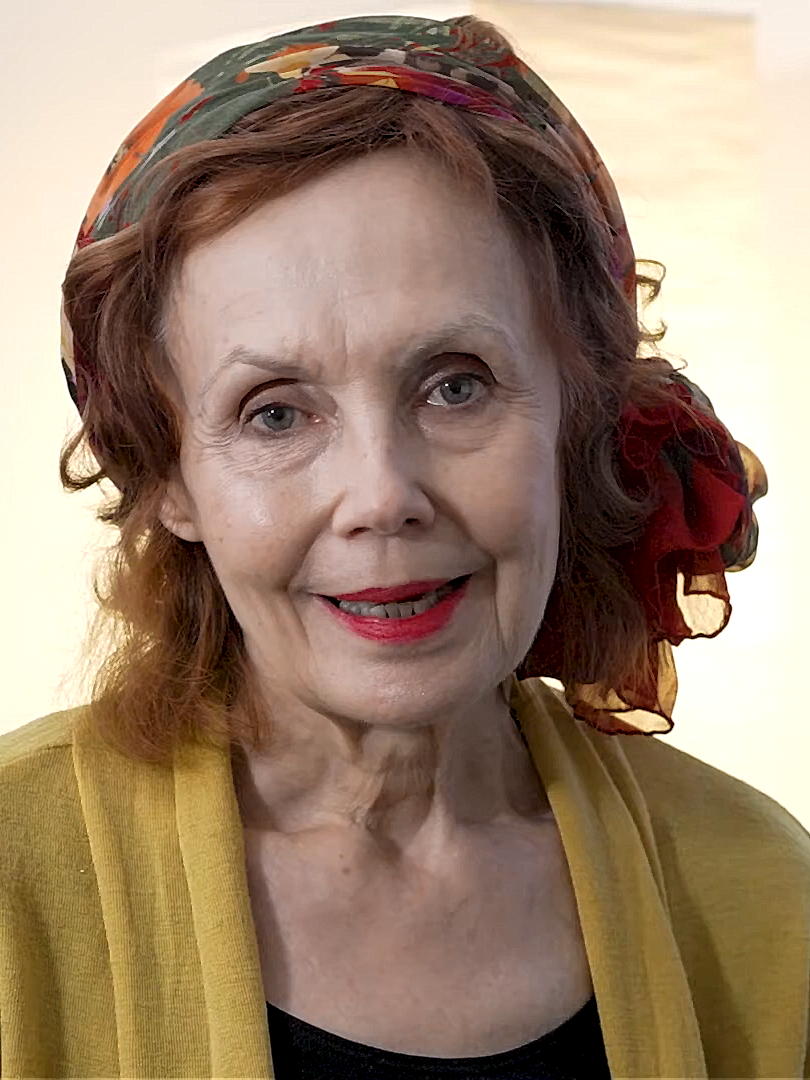
Kaija Saariaho (1952–2023)

Enkele componisten
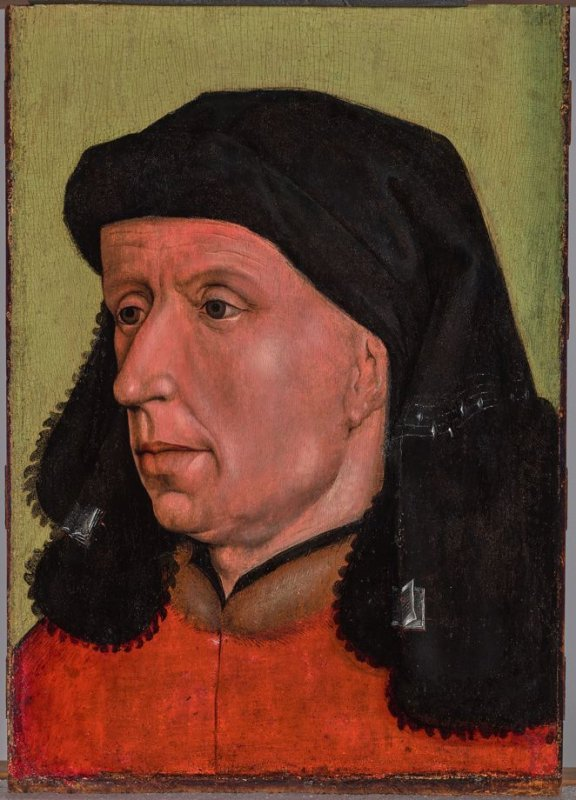
Johannes Ockeghem (1430–1495)
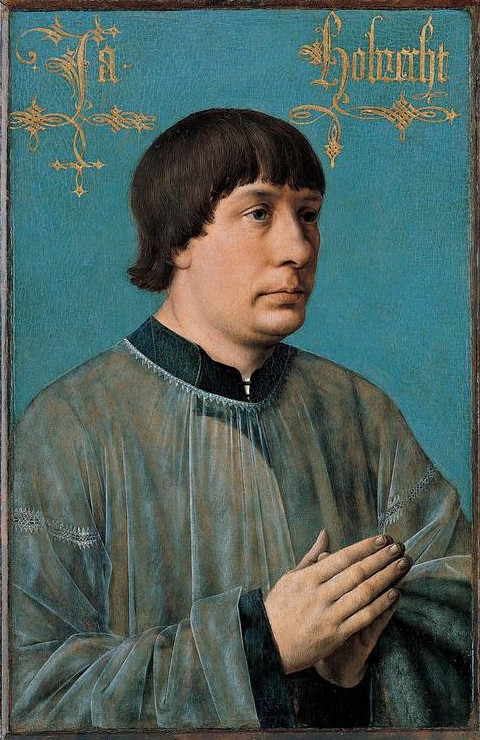
Jacob Obrecht (1457/58-1505)
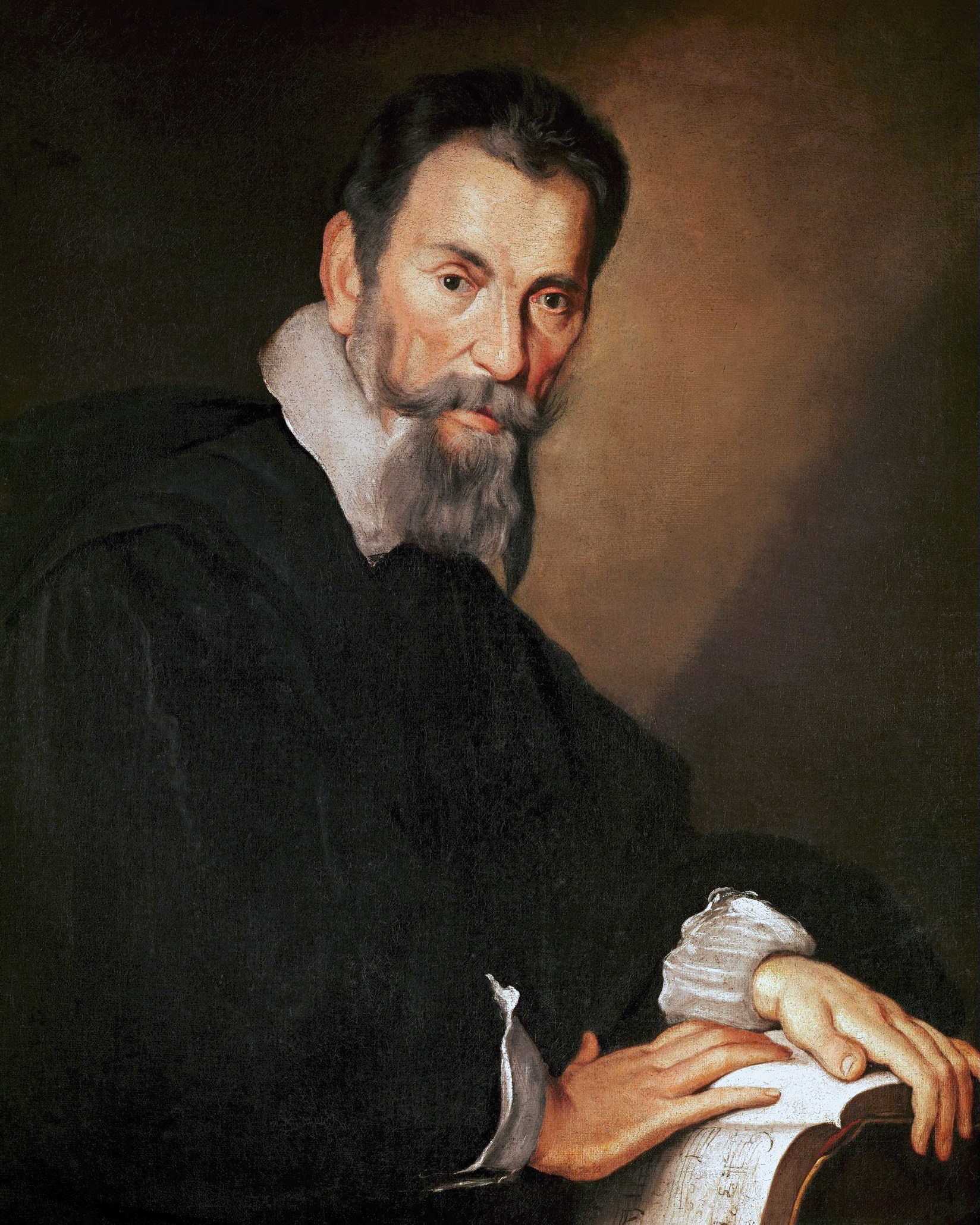
Claudio Monteverdi (1567-1643)

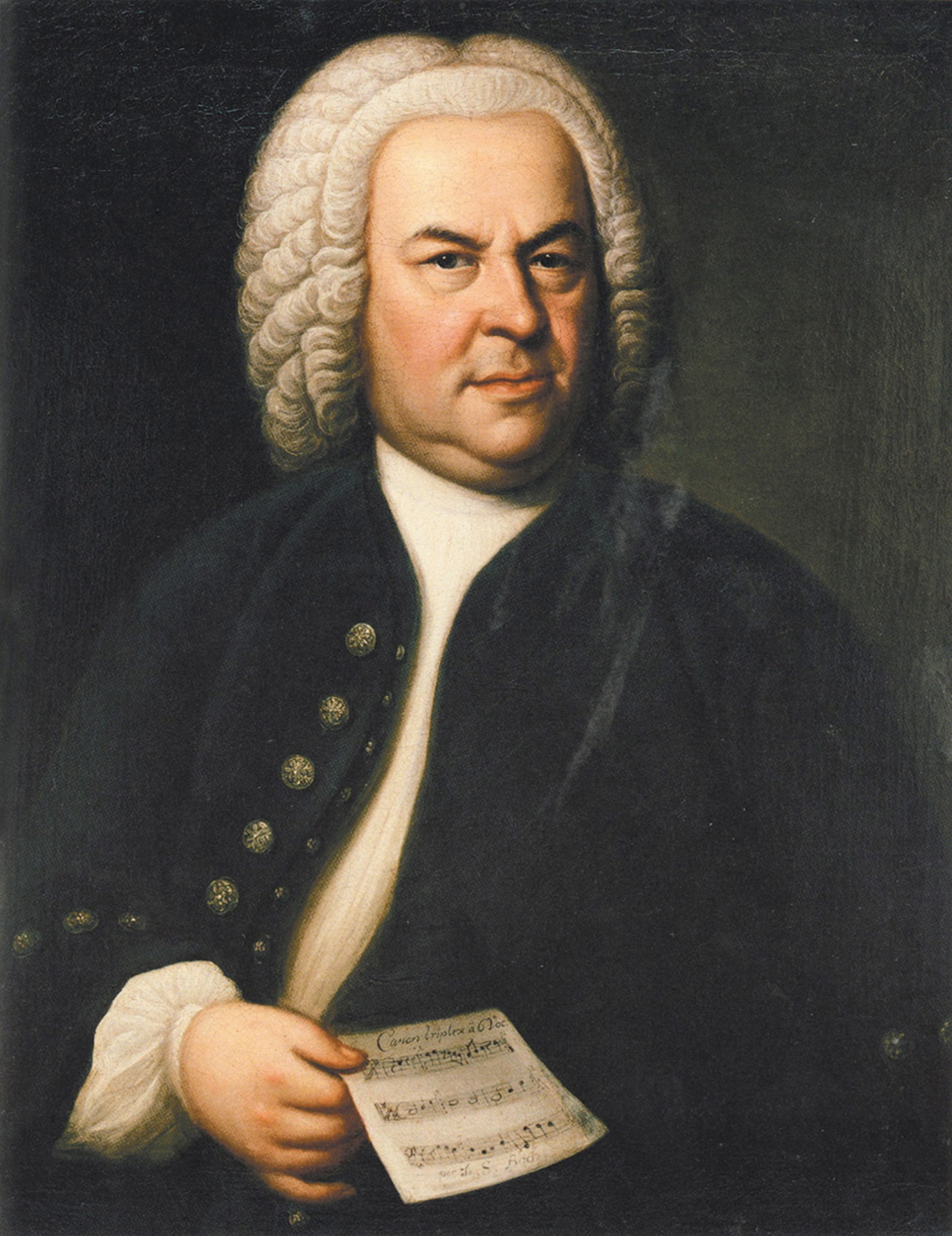
Johann Sebastian Bach (1685–1750)
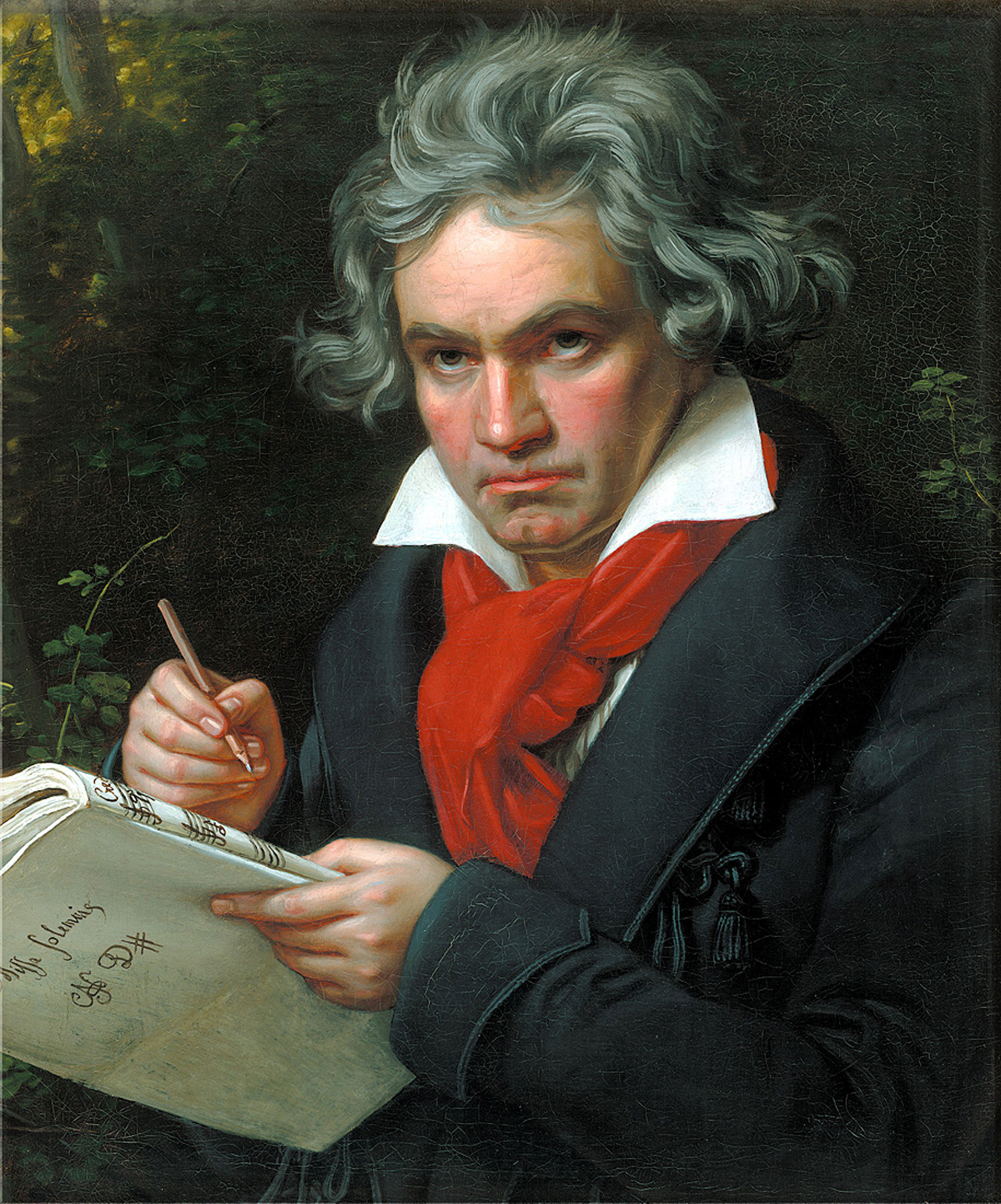
Ludwig van Beethoven (1770-1827)
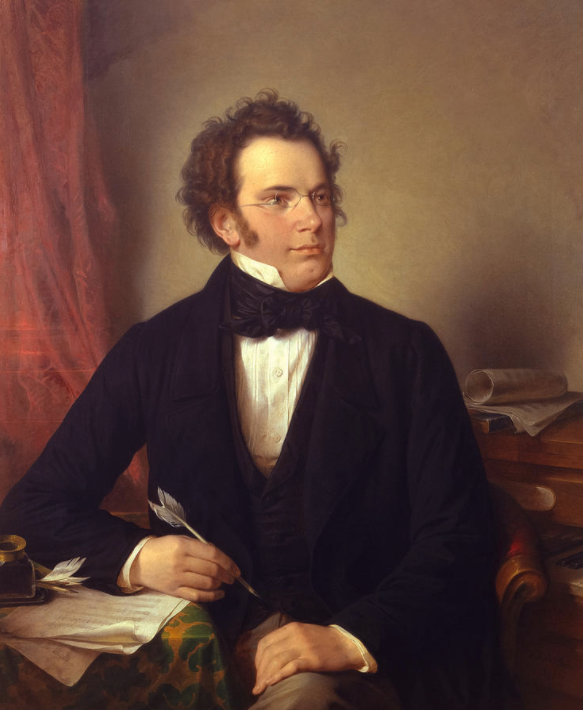
Franz Schubert (1797–1828)

- Fanny Hensel
(1805-1847)
- Frédéric Chopin
(1810–1849)
- Valborg Aulin
(1860-1928)

- Claude Debussy
(1862–1918)
- Igor Stravinsky
(1882–1971)
- Kaija Saariaho
(1952–2023)

## Vormen en genres
Aria - cantate - concerto - mis - opera - oratorium - orkestsuite - ouverture - sonate - strijkkwartet - symfonie - wals

## Componisten en uitvoerende musici
Voor componisten, dirigenten, violisten, pianisten, vocalisten en overige musici: zie de betreffende pagina's.